# Erb-Punkt
Als Erb-Punkt oder Erbscher Punkt werden nach dem Heidelberger Neurologen Wilhelm Erb (1840–1921) drei Stellen des Körpers bezeichnet.

Hellblaue Markierung: Lokalisation des Erbschen Punktes für die Auskultation des Herzens

1. Ein Punkt neben dem großen Kopfwendemuskel an der Seite des Halses, an dem die Hautnerven des Halsnervengeflechtes (Plexus cervicalis) am Hinterrand des Muskels nah beieinander an die Oberfläche treten (Punctum nervosum). Es handelt sich um folgende Nerven:[1]
  - Nervus occipitalis minor (zieht am Hinterkopf nach oben)
  - Nervus auricularis magnus (zieht zum Ohr)
  - Nervus transversus colli (zieht horizontal über den Hals, Folgearterie: Arteria transversa colli)
  - Nervi supraclaviculares (mediales, intermedii und laterales) (ziehen nach kaudal)
2. Ein Auskultationspunkt über dem Herzen (dritter Interkostalraum zwei Fingerbreit links vom Brustbein) so genannt. Dort sind alle Herztöne und mögliche Herzgeräusche, insbesondere die von der Aorten-, Pulmonal-, Trikuspidal- und Mitralklappe ausgehenden Schallphänomene, gemeinsam hörbar.[2]
3. Ein Punkt, drei Zentimeter oberhalb des Schlüsselbeins, etwas hinter dem großen Kopfwendemuskel, an dem die oberen Anteile des Armnervengeflechts elektrisch gereizt werden können. Diesen Punkt beschrieb Erb in einem Handbuch zur Elektrotherapie 1882.[3]